# ۷۱۶ (میلادی)
۷۱۶ (میلادی) هفتصد  و شانزدهمین سال تقویم میلادی است.

## رویدادها
- بنیان‌گذاری شهر رمله در فلسطین به فرمان سلیمان بن عبدالملک به‌عنوان پایتخت اداری فلسطین.[۱]